# 硝子のリンゴたち/North End All Stars
『硝子のリンゴたち/North End All Stars』（ガラスのリンゴたち/ノース・エンド・オール・スターズ）は、青森県のローカルアイドルグループ・りんご娘の28枚目のシングル。2025年3月19日にリンゴミュージックからリリースされた。

## 楽曲解説

### 硝子のリンゴたち
青森県の伝統工芸品「津軽びいどろ」をモチーフにした壮大なバラード。多彩な色彩と繊細なガラスの世界を通して、現代を生きる人々の姿を描いている。

### North End All Stars
青森県内40市町村の魅力を歌詞に織り込んだ応援ソング。各地域の特色がユーモラスに表現されており、青森全体を盛り上がるコミカルなナンバー。

## プロモーション・イベント
リリースを記念して、全国各地でミニライブや特典会を開催。オンラインイベント「トークポート」も実施され、ファンとの交流も深めた。

## 収録内容
全作詞・作曲：多田慎也 / 編曲：島田尚
1. 硝子のリンゴたち [4:35]
2. North End All Stars [3:51]
3. JIGA-JIGA [3:57]
4. 硝子のリンゴたち - Instrumental - [4:35]
5. North End All Stars - Instrumental - [3:51]
6. JIGA-JIGA - Instrumental - [3:57]